# Sagsajcultuur
De Sagsajcultuur (1500 - 1000 v.Chr.) was een cultuur uit de vroege bronstijd in West-Mongolië. Ze was gecentreerd in het Sagsaj-gebied (de meest westelijke regio van het moderne Mongolië) en volgde de Xemirxekcultuur op. 
Er wordt gedacht dat de Sagsajcultuur al vóór 1200 v.Chr. gebruik maakte van paardenwagens, zoals blijkt uit gedateerde rotstekeningen in de regio. 
De cultuur werd opgevolgd door de hertenstenencultuur. 
Tegelijkertijd floreerde in de 13e eeuw v.Chr. de Ulaanzuuhcultuur in de steppen van zuidelijk en oostelijk Mongolië, en het lijkt erop dat zij de door paarden getrokken strijdwagen aan de Chinese Shang-dynastie heeft doorgegeven. 

Graven van de Sagsajcultuur
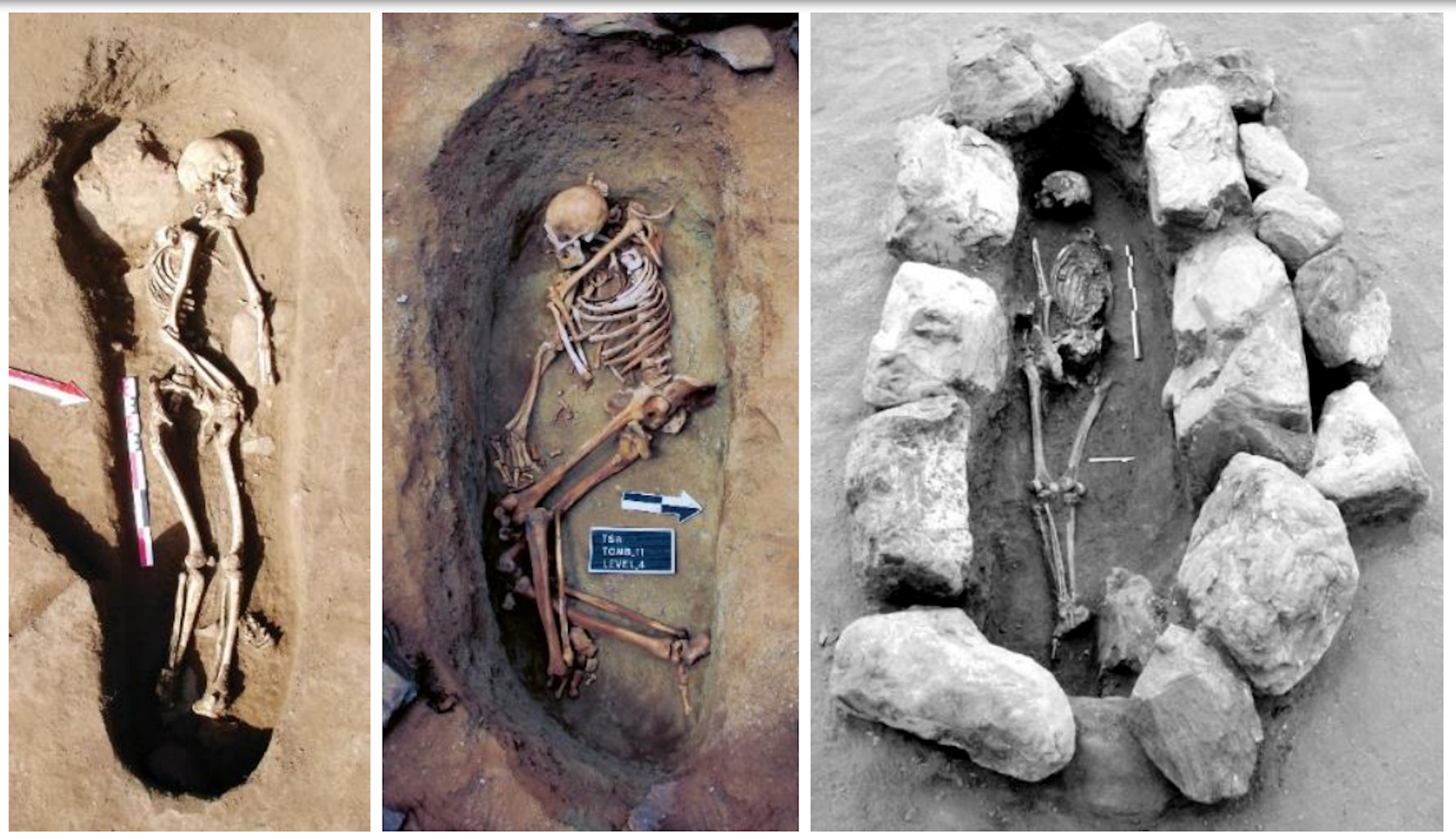
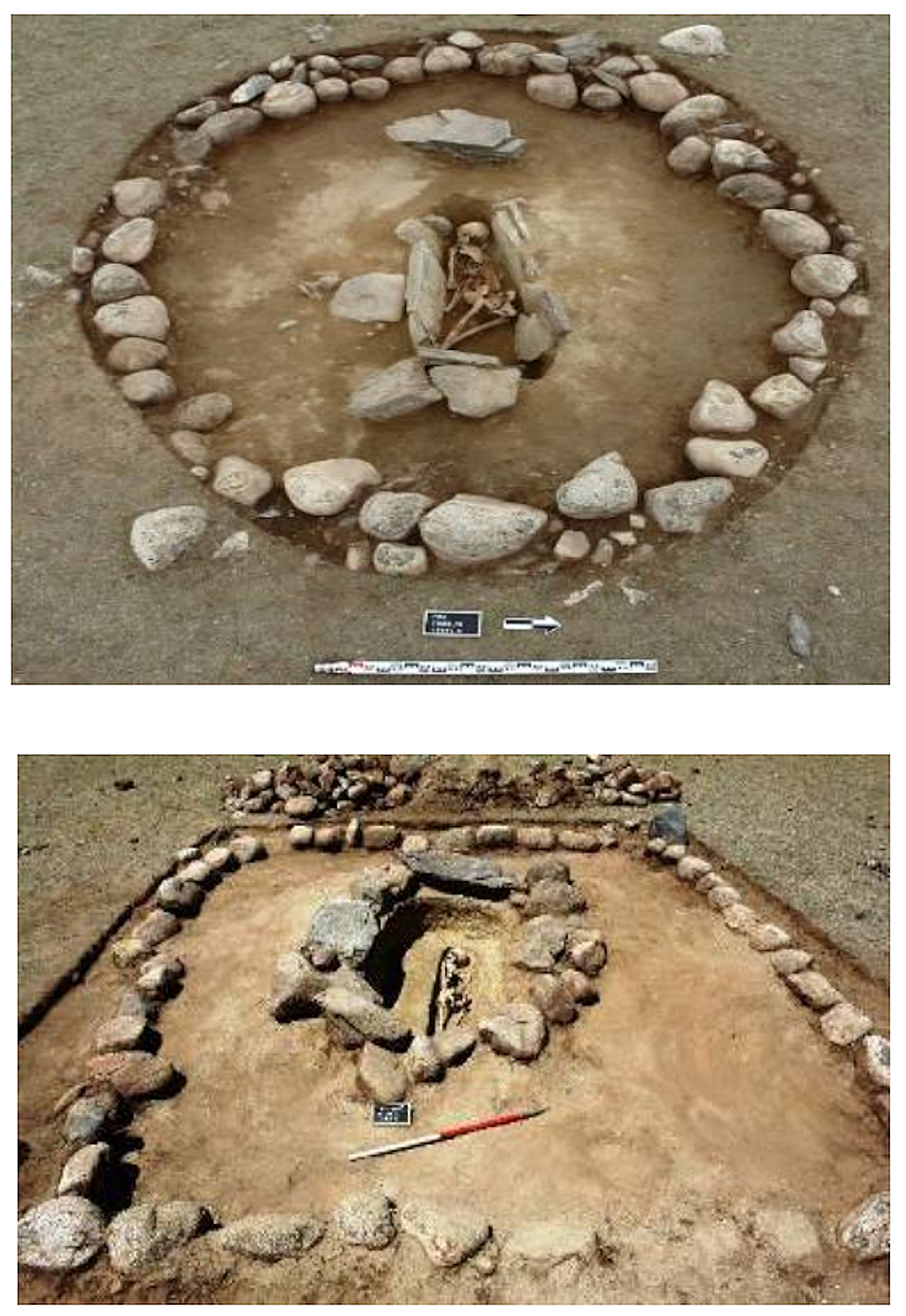
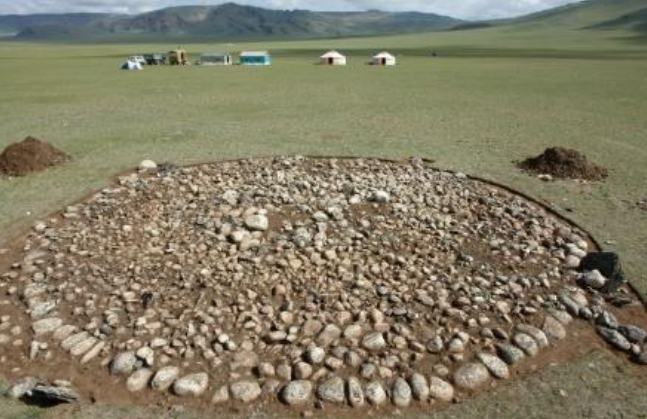
Tsagaan Asga
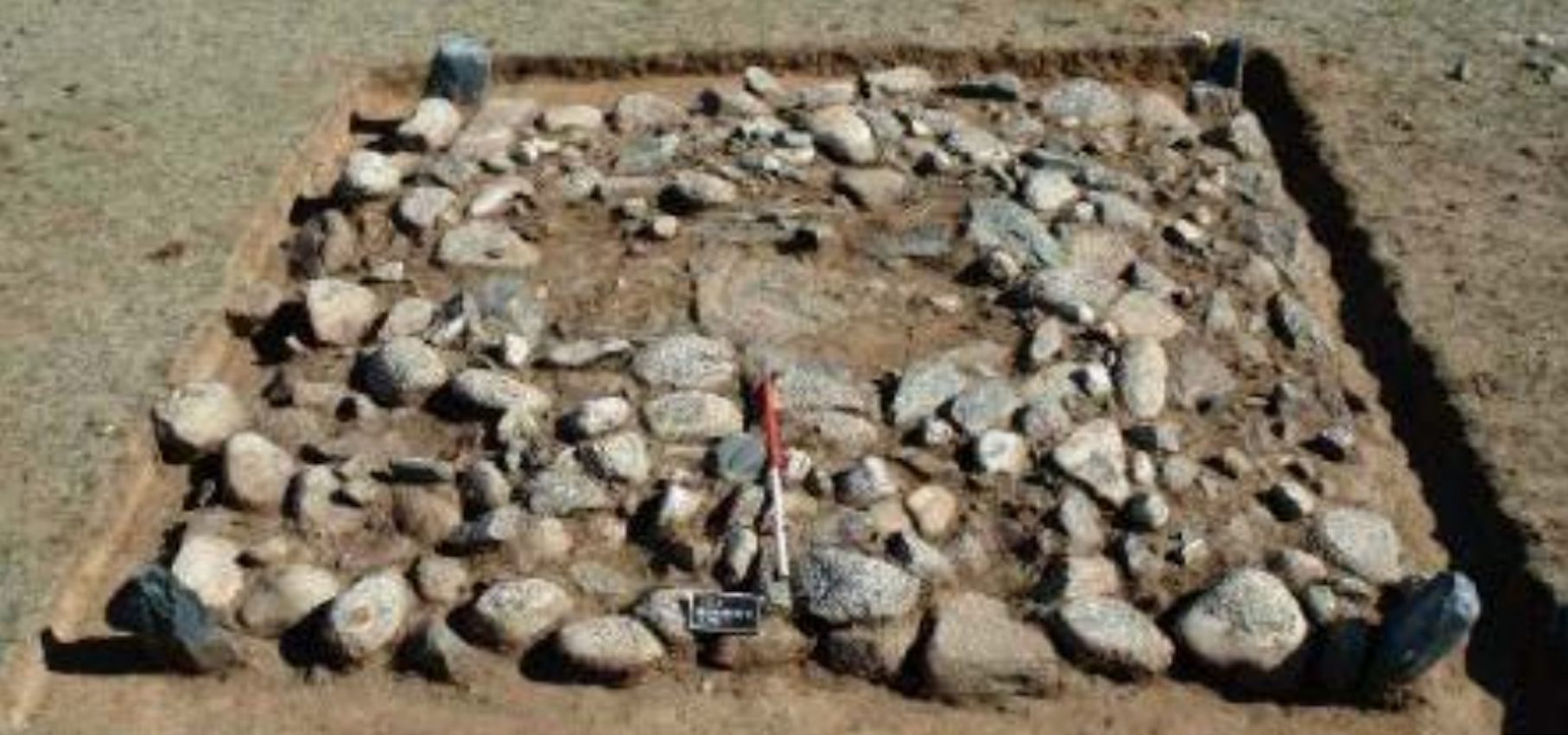
Tsagaan Asga